# Агоп, Рольф
Рольф Агоп (нем. Rolf Agop; 11 июня 1908, Мюнхен — 15 октября 1998, Хильхенбах) — немецкий дирижёр.

## Биография
Согласно автобиографии, дед Агопа с отцовской стороны был армянином из Турции, бабка с отцовской стороны — венгеркой. Согласно книге «Удивительный народ из страны чудес», отец Агопа был армянином.
В предвоенные и военные годы возглавлял театральные оркестры и хоры во второстепенных городах (Клагенфурте, Яуэре и др.). В 1945—1948 гг. капельмейстер Нюрнбергской оперы. С 1949 г. преподавал дирижирование в Детмольдской Высшей школе музыки. В 1950—1952 гг. первый главный дирижёр новосозданного Филармонического оркестра Северо-западной Германии. В 1952—1962 гг. генеральмузикдиректор Дортмунда. В 1962—1964 гг. возглавлял Симфонический оркестр Мальмё. В последние десятилетия жизни занимался развитием музыки в Зигене и окрестностях — в частности, как руководитель Филармонического оркестра Южной Вестфалии. Написал автобиографию «Lex mihi ars» («Мой закон — искусство»).
Агопу посвящена Фантазия ля минор для оркестра Op. 56 (1947) — одно из последних сочинений Ханса Пфицнера.